# Shizuoka-Shimizu-Linie
| Triebzug der Baureihe 1000 verlässt Shin-Shizuoka |                   |                          |                         |
| |                   |                          |                         |
| Streckenlänge: | 11,0 km           |                          |                         |
| Spurweite: | 1067 mm (Kapspur) |                          |                         |
| Stromsystem: | 600 V =           |                          |                         |
| Maximale Neigung: | 30 ‰              |                          |                         |
| Minimaler Radius: | 100 m             |                          |                         |
| Streckengeschwindigkeit: | 70 km/h           |                          |                         |
| Zweigleisigkeit: | ganze Strecke     |                          |                         |
| |                   |                          |                         |
| Gesellschaft: | Shizuoka Tetsudō  |                          |                         |
| \| \| \| ↔ Straßenbahn Shizuoka \| 1922–1962 \| \| \| 0,0 \| Shin-Shizuoka (新静岡) \| 1908– \| \| \| \| \| \| \| \| 0,3 \| Hiyoshichō (日吉町) \| 1908– \| \| \| 0,8 \| Otowachō (音羽町) \| 1908– \| \| \| 1,5 \| Kasugachō (春日町) \| 1930– \| \| \| 2,0 \| Yunoki (柚木) \| 1908– \| \| \| \| \| \| \| \| \| Betriebswerk \| \| \| \| 3,1 \| Naganuma (長沼) \| 1908– \| \| \| 3,8 \| Furushō (古庄) \| 1908– \| \| \| \| \| \| \| \| \| ↔ Tōkaidō-Shinkansen \| 1964– \| \| \| \| ↔ Tōkaidō-Hauptlinie \| 1889– \| \| \| 4,8 \| Kensōgō-Undōjō \| Kensōgō-Undōjō \| \| \| \| (県総合運動場) \| 1908– \| \| \| \| Tōmei-Autobahn \| \| \| \| 5,5 \| Sakuraido \| –1942 \| \| \| 5,7 \| Kenritsu Bijutsukan-mae \| Kenritsu Bijutsukan-mae \| \| \| \| (県立美術館前) \| 1986– \| \| \| 6,4 \| Kusanagi (草薙) \| 1908– \| \| \| 7,4 \| Mikadodai (御門台) \| 1908– \| \| \| \| → Tōkaidō-Hauptlinie \| 1889– \| \| \| 8,3 \| Kitsunegasaki (狐ヶ崎) \| 1908– \| \| \| \| \| \| \| \| \| Oiwake (追分) \| 1908–1934 \| \| \| 10,0 \| Sakurabashi (桜橋) \| 1934– \| \| \| \| Irie-machi (入江町) \| 1908–1934 \| \| \| \| \| \| \| \| 10,3 \| Irieoka (入江岡) \| 1908– \| \| \| \| Tomoe-gawa \| \| \| \| 11,0 \| Shin-Shimizu (新清水) \| 1908– \| \| \| \| \| \| \| \| \| ↔ Straßenbahn Shimizu \| 1928–1974 \| \| \| \| Matsubara-machi (松原町) \| 1908–1945 \| \| \| \| Hatoba (波止場) \| 1908–1945 \| |                   |                          |                         |
| U-Bahn-Strecke von links (außer Betrieb) |                   | ↔ Straßenbahn Shizuoka   | 1922–1962               |
| Kopfbahnhof Strecke bis hier außer Betrieb | 0,0               | Shin-Shizuoka (新静岡)   | 1908–                   |
| Abzweig mit U-Bahn geradeaus und ehemals nach rechts |                   |                          |                         |
| Haltepunkt / Haltestelle | 0,3               | Hiyoshichō (日吉町)      | 1908–                   |
| Haltepunkt / Haltestelle | 0,8               | Otowachō (音羽町)        | 1908–                   |
| Haltepunkt / Haltestelle | 1,5               | Kasugachō (春日町)       | 1930–                   |
| Haltepunkt / Haltestelle | 2,0               | Yunoki (柚木)            | 1908–                   |
| |                   |                          |                         |
| Strecke (außer Betrieb) |                   | Betriebswerk             | Betriebswerk            |
| Haltepunkt / Haltestelle (Strecke außer Betrieb) · Haltepunkt / Haltestelle · Betriebs-/Güterbahnhof Streckenende | 3,1               | Naganuma (長沼)          | 1908–                   |
| Haltepunkt / Haltestelle (Strecke außer Betrieb) · Haltepunkt / Haltestelle | 3,8               | Furushō (古庄)           | 1908–                   |
| |                   |                          |                         |
| Kreuzung Anfang Hochstrecke |                   | ↔ Tōkaidō-Shinkansen     | 1964–                   |
| Kreuzung Ende Hochstrecke |                   | ↔ Tōkaidō-Hauptlinie     | 1889–                   |
| Haltepunkt / Haltestelle | 4,8               | Kensōgō-Undōjō           | Kensōgō-Undōjō          |
| Strecke |                   | (県総合運動場)           | 1908–                   |
| |                   | Tōmei-Autobahn           |                         |
| ehemaliger Haltepunkt / Haltestelle | 5,5               | Sakuraido                | –1942                   |
| Haltepunkt / Haltestelle | 5,7               | Kenritsu Bijutsukan-mae  | Kenritsu Bijutsukan-mae |
| |                   | (県立美術館前)           | 1986–                   |
| Haltepunkt / Haltestelle (Strecke außer Betrieb) · Haltepunkt / Haltestelle | 6,4               | Kusanagi (草薙)          | 1908–                   |
| Haltepunkt / Haltestelle (Strecke außer Betrieb) · Haltepunkt / Haltestelle | 7,4               | Mikadodai (御門台)       | 1908–                   |
| Strecke (außer Betrieb) · Strecke · Strecke von halblinks |                   | → Tōkaidō-Hauptlinie     | 1889–                   |
| Haltepunkt / Haltestelle (Strecke außer Betrieb) · Haltepunkt / Haltestelle · Strecke | 8,3               | Kitsunegasaki (狐ヶ崎)   | 1908–                   |
| Strecke nach links (außer Betrieb) · Kreuzung (Querstrecke außer Betrieb) · Kreuzung (Querstrecke außer Betrieb) · Strecke von rechts (außer Betrieb) |                   |                          |                         |
| Strecke · Strecke · Haltepunkt / Haltestelle (Strecke außer Betrieb) |                   | Oiwake (追分)            | 1908–1934               |
| Haltepunkt / Haltestelle · Strecke · Strecke (außer Betrieb) | 10,0              | Sakurabashi (桜橋)       | 1934–                   |
| Strecke · Strecke · Haltepunkt / Haltestelle (Strecke außer Betrieb) |                   | Irie-machi (入江町)      | 1908–1934               |
| Abzweig geradeaus und ehemals von links · Kreuzung (Querstrecke außer Betrieb) · Strecke nach rechts (außer Betrieb) |                   |                          |                         |
| Haltepunkt / Haltestelle · Strecke nach halblinks | 10,3              | Irieoka (入江岡)         | 1908–                   |
| Brücke über Wasserlauf |                   | Tomoe-gawa               | Tomoe-gawa              |
| Kopfbahnhof Strecke ab hier außer Betrieb | 11,0              | Shin-Shimizu (新清水)    | 1908–                   |
| U-Bahn-Strecke von links (außer Betrieb) · U-Bahn-Abzweig geradeaus und nach rechts (Strecke außer Betrieb) |                   |                          |                         |
| U-Bahn-Abzweig quer und nach rechts (Strecke außer Betrieb) · Kreuzung mit U-Bahn (Strecken außer Betrieb) |                   | ↔ Straßenbahn Shimizu    | 1928–1974               |
| Haltepunkt / Haltestelle (Strecke außer Betrieb) |                   | Matsubara-machi (松原町) | 1908–1945               |
| Kopfbahnhof Streckenende (Strecke außer Betrieb) |                   | Hatoba (波止場)          | 1908–1945               |

Die Shizuoka-Shimizu-Linie (jap. 静岡清水線, Shizuoka-Shimizu-sen) ist eine Eisenbahnstrecke auf der japanischen Hauptinsel Honshū. Sie wird von der Bahngesellschaft Shizuoka Tetsudō (Shizutetsu) betrieben. Innerhalb von Shizuoka, der Hauptstadt der gleichnamigen Präfektur, stellt sie eine Verbindung zwischen den Stadtbezirken Aoi-ku und Shimizu-ku her.

## Beschreibung
Die 11,0 km lange Strecke ist kapspurig, vollständig zweigleisig ausgebaut und mit 600 V Gleichspannung elektrifiziert. Ihr westlicher Ausgangspunkt ist der im Stadtzentrum gelegene Bahnhof Shin-Shizuoka, der in ein Einkaufszentrum integriert ist. Von dort aus führt die Strecke nordostwärts und endet in unmittelbarer Nähe des Hafens im Bahnhof Shin-Shimizu. Obwohl die Shizuoka-Shimizu-Linie zum Teil parallel zur Tōkaidō-Hauptlinie verläuft, ist sie nicht mit dieser verbunden und somit ein Inselbetrieb. Bis 1962 bzw. 1974 bestanden jedoch Gleisanschlüsse zur Straßenbahn Shizuoka und zur Straßenbahn Shimizu, die ebenfalls Betriebe der Shizutetsu waren. Das Betriebswerk steht neben der Station Naganuma. Die Shizuoka-Shimizu-Linie ähnelt einer Stadtbahn, wozu insbesondere die zahlreichen Niveauübergänge und kurzen Bahnsteige beitragen.

## Züge
Der Fahrplan auf der Shizuoka-Shimizu-Linie ist sehr dicht. Tagsüber fahren die Züge alle sechs bis sieben Minuten, während der morgendlichen Hauptverkehrszeit alle drei bis sieben Minuten und abends im Viertelstundentakt. Eine Fahrt zwischen den beiden Endstationen dauert 21 Minuten. Hinzu kommen mehrere Express-Züge während der morgendlichen Hauptverkehrszeit, die mehrere Zwischenstationen auslassen und fünf Minuten schneller unterwegs sind.
Ein Zug ist stets aus zwei zusammengekoppelten Triebwagen zusammengesetzt. Seit März 2016 werden von J-TREC gefertigte Wagen der Baureihe A3000 eingesetzt, die 18 m lang und 2,74 m breit sind. Sie werden allmählich die älteren Wagen der Baureihe 1000 ersetzen, die aus den Jahren 1973 bis 1985 stammen.

## Geschichte
Die Shizutetsu eröffnete am 18. Mai 1908 eine kurze Dampfbahnstrecke mit einer Spurweite von 762 mm, die von Tsujimura (heute Shin-Shimizu) wenige hundert Meter weit zur Haltestelle Hatoba im Hafengebiet führte. In den ersten Wochen war sie dem Güterverkehr vorbehalten, der Personenverkehr kam am 1. Juli hinzu. Fünf Monate später, am 9. Dezember 1908, war die gesamte Strecke zwischen dem Hafen und Takajōmachi (heute Shin-Shizuoka) in Betrieb. Aufgrund stark ansteigender Nutzerzahlen stieß sie nach einigen Jahren an ihre Kapazitätsgrenzen. Sie wurde am 2. August 1920 elektrifiziert und auf die in Japan übliche Kapspur (1067 mm) umgespurt.
Zwischen 1925 und 1930 erfolgte der zweigleisige Ausbau der Strecke, was zum Teil eine Neutrassierung der Strecke erforderlich machte. Der Abschnitt zwischen Shin-Shimizu und Hatoba (der älteste Teil) wurde ab 1. Dezember 1945 nicht mehr befahren und 1949 endgültig stillgelegt. 1953 begann die Shizutetsu während der Hauptverkehrszeit Express-Züge einzusetzen. Nach einem schweren Gewitter mit sintflutartigen Regenfällen war die gesamte Strecke vom 7. bis 15. Juli 1974 unterbrochen. Ein Jahr später erfolgte die Einführung des Einmannbetriebs. Die Express-Züge wurden 1996 eingestellt, 2011 jedoch wieder eingeführt.

## Liste der Bahnhöfe
| Name | Name                                   | km   | Anschlusslinien                                | Lage   | Ort                  |
| ---- | -------------------------------------- | ---- | ---------------------------------------------- | ------ | -------------------- |
| S01  | Shin-Shizuoka (新静岡)                 | 00,0 |                                                | Koord. | Aoi-ku, Shizuoka     |
| S02  | Hiyoshichō (日吉町)                    | 00,3 |                                                | Koord. | Aoi-ku, Shizuoka     |
| S03  | Otowachō (音羽町)                      | 00,8 |                                                | Koord. | Aoi-ku, Shizuoka     |
| S04  | Kasugachō (春日町)                     | 01,5 |                                                | Koord. | Aoi-ku, Shizuoka     |
| S05  | Yunoki (柚木)                          | 02,0 |                                                | Koord. | Aoi-ku, Shizuoka     |
| S06  | Naganuma (長沼)                        | 03,1 |                                                | Koord. | Aoi-ku, Shizuoka     |
| S07  | Furushō (古庄)                         | 03,8 |                                                | Koord. | Aoi-ku, Shizuoka     |
| S08  | Kensōgō-Undōjō (県総合運動場)          | 04,8 |                                                | Koord. | Suruga-ku, Shizuoka  |
| S09  | Kenritsu-Bijutsukan-mae (県立美術館前) | 05,7 |                                                | Koord. | Shimizu-ku, Shizuoka |
| S10  | Kusanagi (草薙)                        | 06,4 | im Bhf. Kusanagi (JR East): Tōkaidō-Hauptlinie | Koord. | Shimizu-ku, Shizuoka |
| S11  | Mikadodai (御門台)                     | 07,4 |                                                | Koord. | Shimizu-ku, Shizuoka |
| S12  | Kitsunegasaki (狐ヶ崎)                 | 08,3 |                                                | Koord. | Shimizu-ku, Shizuoka |
| S13  | Sakurabashi (桜橋)                     | 10,0 |                                                | Koord. | Shimizu-ku, Shizuoka |
| S14  | Irieoka (入江岡)                       | 10,3 |                                                | Koord. | Shimizu-ku, Shizuoka |
| S15  | Shin-Shimizu (新清水)                  | 11,0 |                                                | Koord. | Shimizu-ku, Shizuoka |

## Bilder

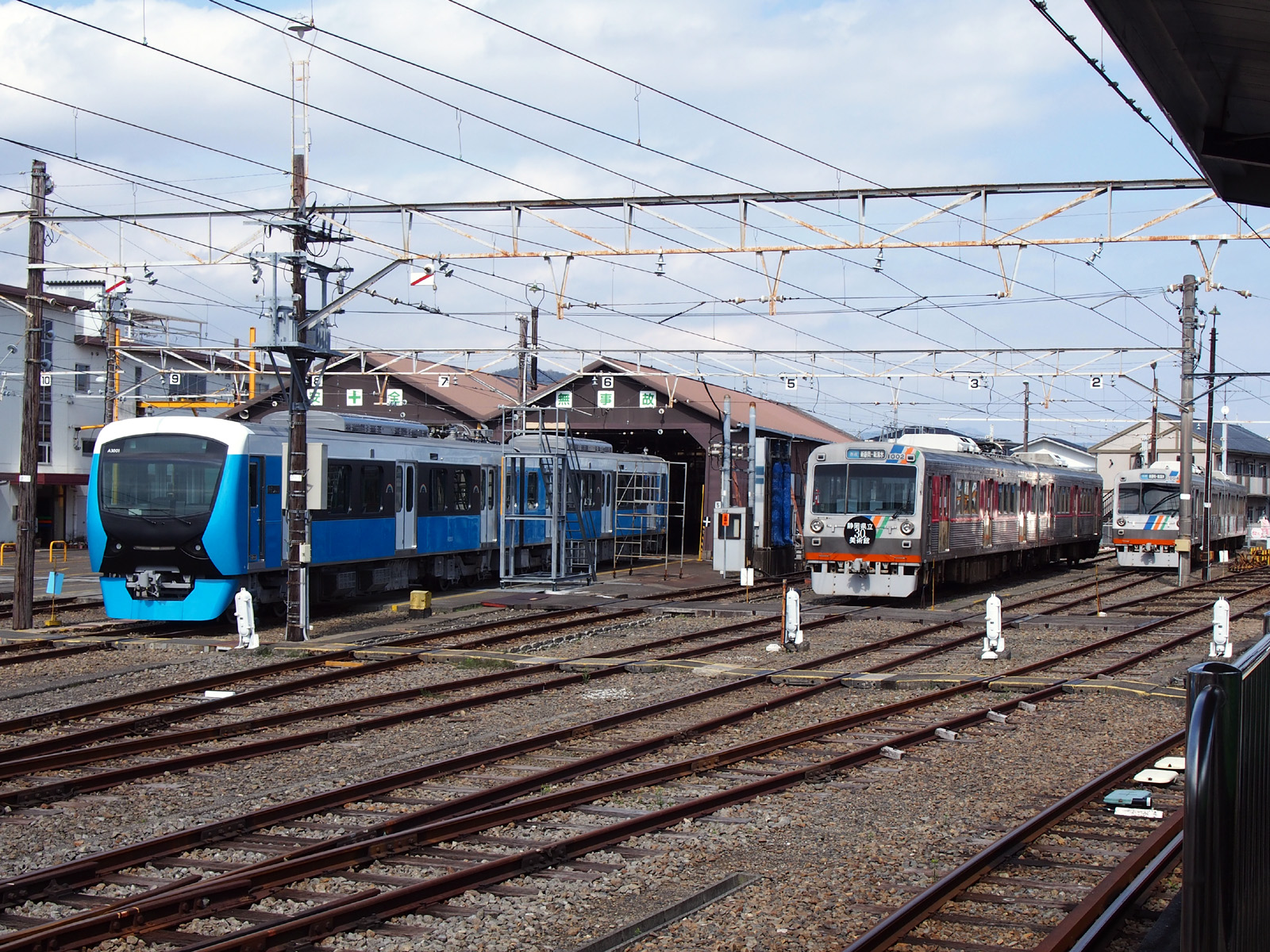
Betriebswerk Naganuma
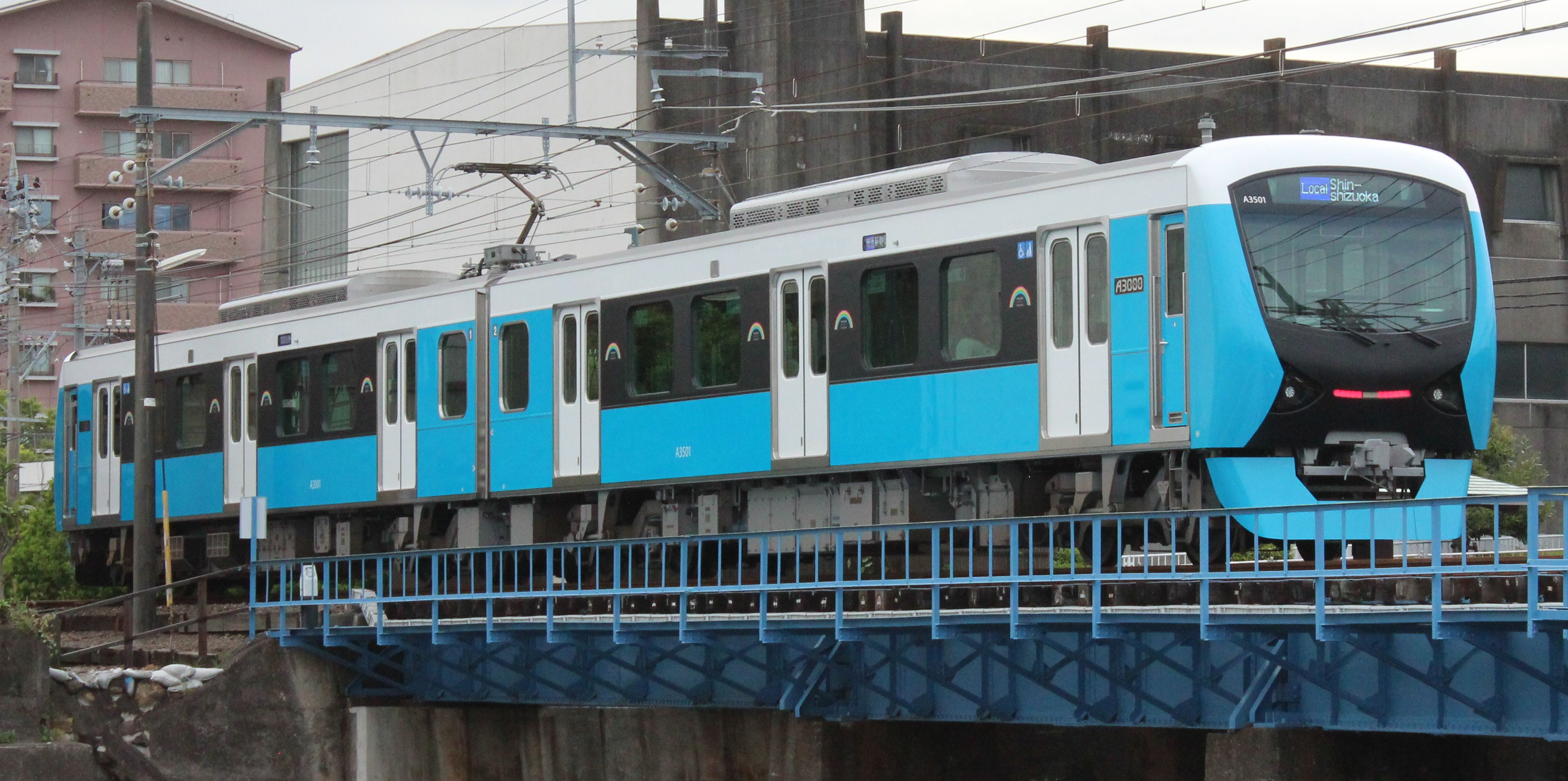
Triebzug der Baureihe A3000
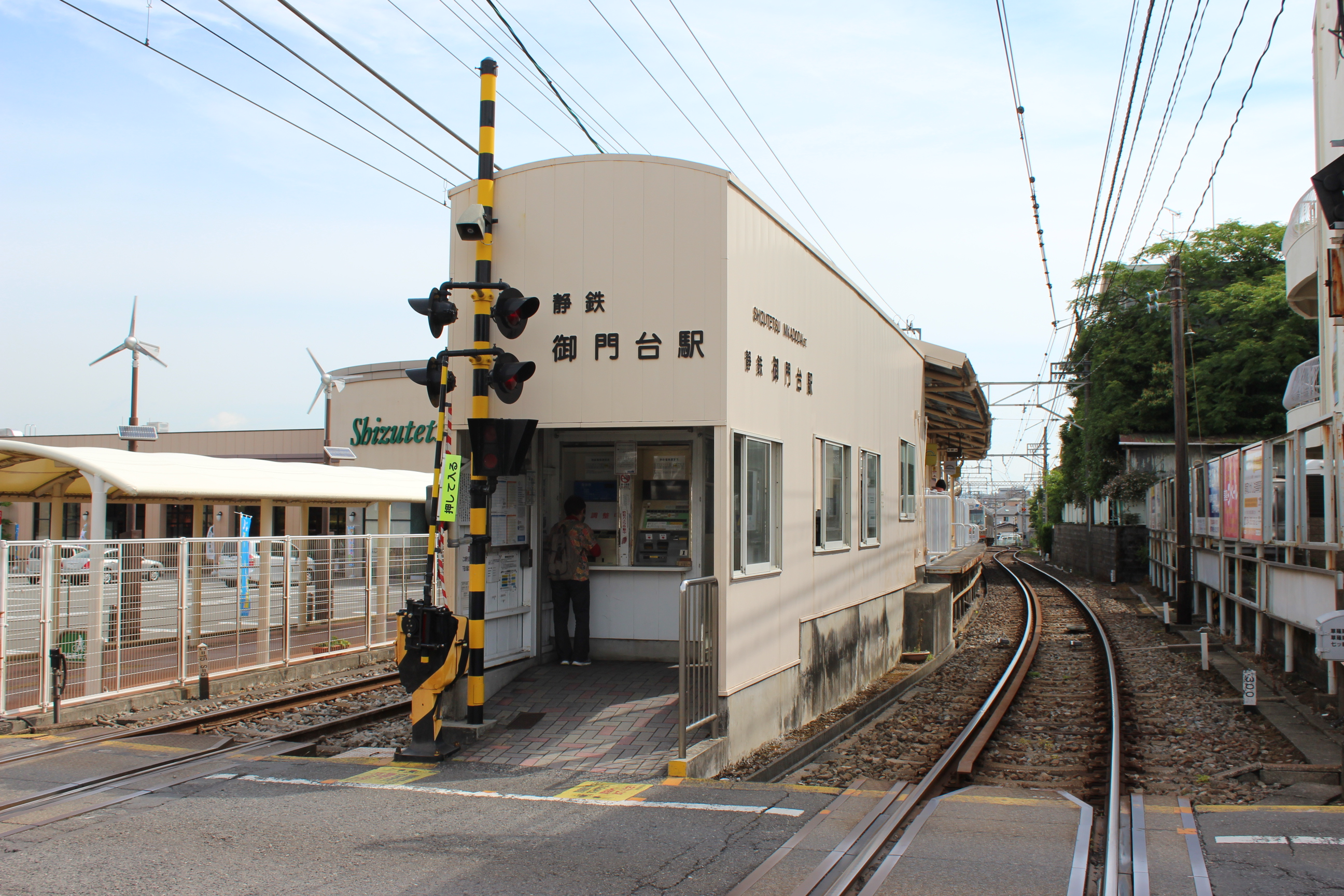
Station Mikadodai
Station Kenritsu-Bijutsukan-mae
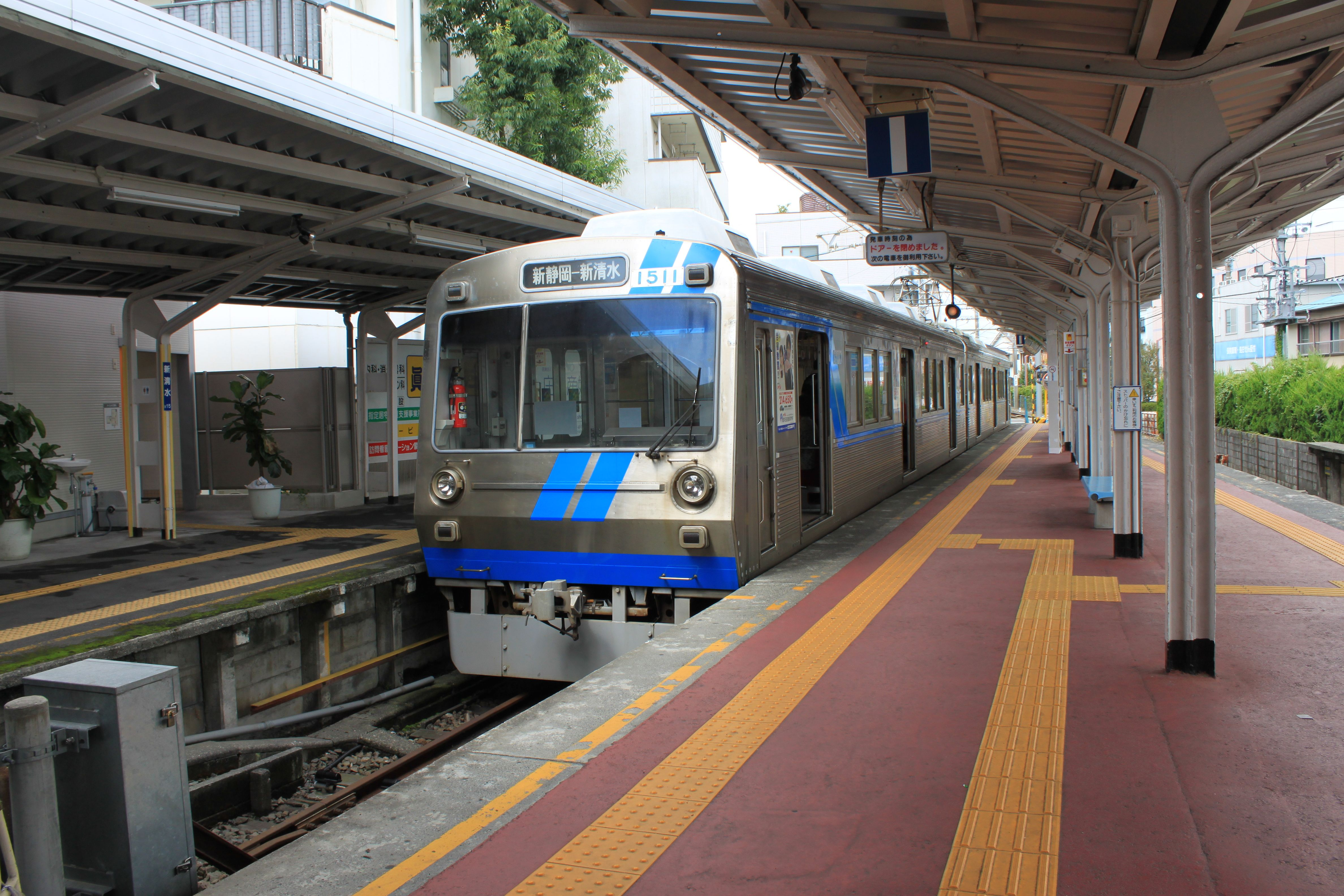
Bahnhof Shin-Shimizu
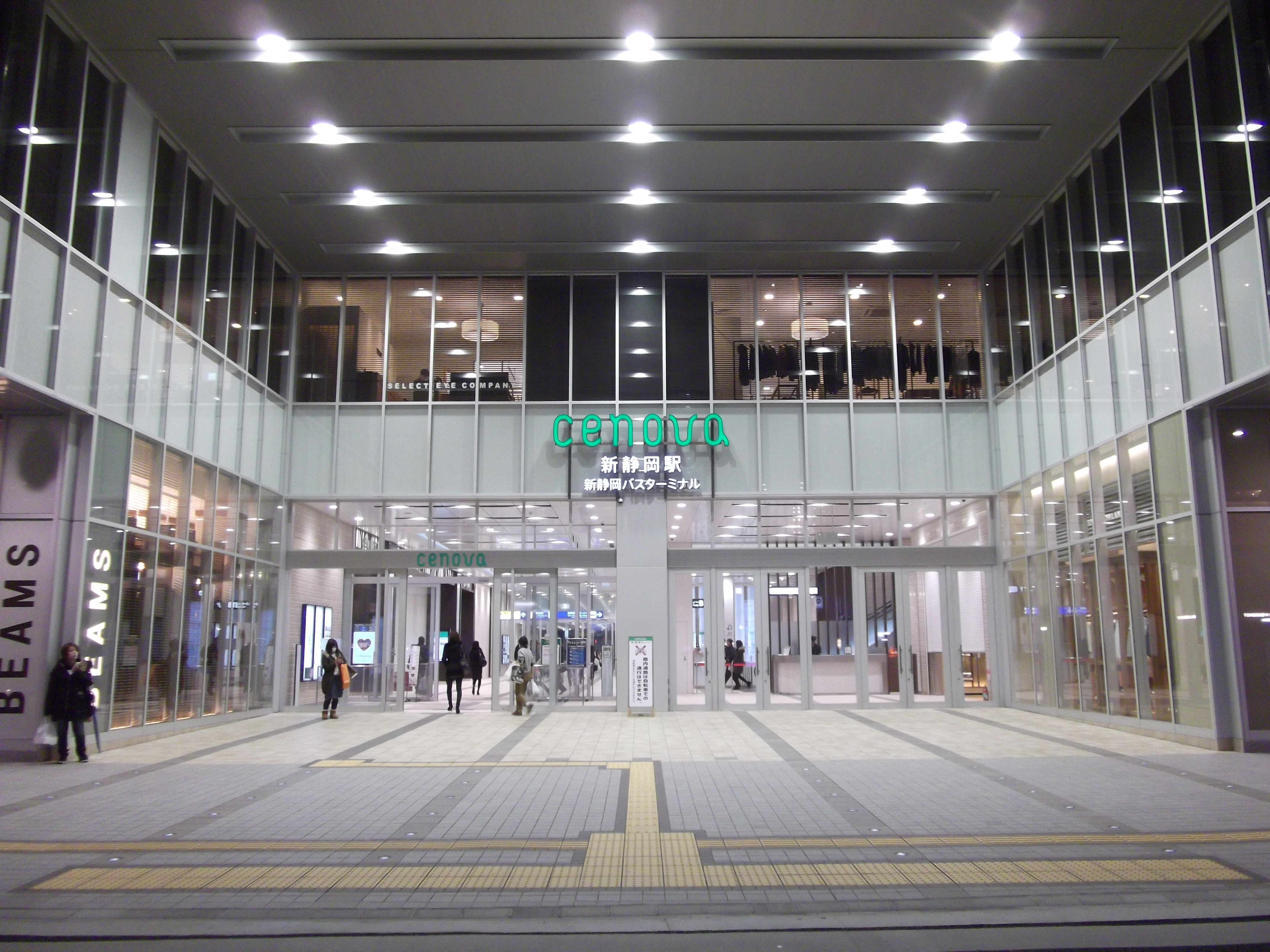
Eingang des Bahnhofs Shin-Shizuoka